# Kościół św. Jana w Kętrzynie
Kościół świętego Jana w Kętrzynie – kościół parafialny należący do diecezji mazurskiej Kościoła Ewangelicko-Augsburskiego w RP. Mieści się w Kętrzynie, w województwie warmińsko-mazurskim.

## Historia
Świątynia została wzniesiona w połowie XVI stulecia po przebudowie istniejącej wcześniej kaplicy z końca XV stulecia. Nazywana była "kościołem polskim", ponieważ odbywały się w niej nabożeństwa w języku polskim. W 1565 roku kościół został przedłużony w stronę południową. W 1630 roku po najeździe szwedzkim świątynia została odnowiona na zlecenie kuratora Jerzego Wilhelma. Ponownie kościół został odremontowany w 1691 roku przez ochmistrza Christopha Alexandra von Rauschke. W latach 1750–1770 ponownie były przy nim wykonywane prace. W 1817 zostało zlikwidowane piętro i zostało zainstalowane beczkowe sklepienie. Od 1946 roku jest to jedyna w mieście świątynia ewangelicka.

## Wyposażenie
W ołtarzu głównym z 1717 roku są umieszczone namalowane na drewnie obrazy oraz rzeźby przedstawiające m.in. św. Piotra i św Jana. Ambona w stylu barokowym z 1730 roku jest ozdobiona 11 scenami biblijnymi namalowanymi na drewnie.